# عبد القادر بن أحمد السقاف
عبد القادر بن أحمد السقاف (1331 - 1431 هـ) عالم دين سني شافعي وداعية إسلامي من حضرموت. يعد أحد أهم أعلام التصوف في القرن الخامس عشر الهجري، وأبرز علماء السادة آل باعلوي في وقته. استوطن أرض الحجاز، ورحل إلى العديد من بلدان العالم في سبيل الدعوة إلى الله. تخرج على يديه كثير من الدعاة من أبرزهم علي الجفري.

## نسبه
عبد القادر بن أحمد بن عبد الرحمن بن علي بن عمر بن سقاف بن محمد بن عمر بن طه بن عمر بن طه بن عمر الصافي بن عبد الرحمن المعلم بن محمد بن علي بن عبد الرحمن السقاف بن محمد مولى الدويلة بن علي بن علوي الغيور بن الفقيه المقدم محمد بن علي بن محمد صاحب مرباط بن علي خالع قسم بن علوي بن محمد بن علوي بن عبيد الله بن أحمد المهاجر بن عيسى بن محمد النقيب بن علي العريضي بن جعفر الصادق بن محمد الباقر بن علي زين العابدين بن الحسين السبط بن الإمام علي بن أبي طالب، والإمام علي زوج فاطمة بنت محمد ﷺ.
فهو الحفيد 35 لرسول الله محمد ﷺ في سلسلة نسبه.

## مولده ونشأته
ولد بمدينة سيئون في حضرموت في شهر جمادى الآخرة سنة 1331 هـ، ووالدته علوية بنت أحمد بن محمد الجفري. لقد كانت طفولته تحت رعاية أبويه طفولة واعية وتربية راقية، وكثير من أقرانه نشأوا على ذات المنوال، حتى حان حين تلقيه تعليمه في معلامة الأجداد، فكان شيخه في هذه المعلامة الشيخ طه بن عبد الله باحميد، وفيها تعلم قواعد الكتابة والقراءة بالإضافة إلى تلقيه عن والده. ثم انتقل بأمر والده والتحق بمدرسة النهضة العلمية، فكان له في هذه المدرسة نصيب وافر من التعليم السائر، حفظ فيها القرآن وتيسر له الحفظ في مدة ليست بالطويلة حيث كان منهاج مدرسة النهضة حفظ القرآن كمادة أساسية فيه. كما حقق إلى جانب القرآن علوما عديدة كالحديث والتفسير والفقه والنحو وغيره من علوم الألة كالبيان والبديع والعروض، وشيء من علم الحساب والفلك والسير والتراجم وعلم التصوف.

## تصدره للتدريس
كان من ميزات مدرسة النهضة تخريج النابغين من طلبتها مبكرا ليقوموا بمهمة التدريس فيها، وكان من أبرز من تهيأ مبكرا للتدريس بها والمشاركة في نظارتها الحبيب عبد القادر. وفي ذلك الوقت والحال برز بأمر والده في المجال العام متصدرا للدروس العامة والخاصة التي تقام بمسجد طه بن عمر الصافي في سيئون، وتولى التدريس فيه لطلبة العلم. وبقي متصدرا مجالس العلم والتدريس في مواقع شتى خلال إقامته بحضرموت خاصة بعد وفاة والده سنة 1357 هـ، وكان عمره آنذاك 25 عاماً، حيث كان يتنقل بين قرى حضرموت داعيا إلى الله ومعلمًا للعامة أمور دينهم بين الحين والآخر على غرار أبيه وجده. كما كان يشارك العلماء ورجال المعرفة كثيرا في إحياء المناسبات الدينية، من زيارة نبي الله هود إلى مولد الحبيب علي الحبشي بسيئون إلى ليالي التذكير في مسجد طه والرياض، ثم زيارة المشهد، وحريضة، وغيرها. وكان هذا حاله حتى ظهرت بعض التغيرات الطارئة على جنوب اليمن، وخصوصًا في مجال العلاقات الاجتماعية والروحية.

## رحيله من حضرموت
كان الحبيب عبد القادر آنذاك في سيئون وقد فُرضت عليه كغيره من العلماء الإقامة الجبرية، ومنع من مغادرة البلاد، كما ألزم مع أنداده وأشباهه من رجال العلم والدين بتسجيل اسمه يوميا في مركز الشرطة الحكومي، فتحرك عزمه على الرحلة من حضرموت والسفر إلى مدينة عدن، وتيسر له ذلك بعد إخراج رخصة بالذهاب من قبل الرجل المسؤول. فغادر حضرموت ووصل عدن سنة 1393 هـ. ثم تحركت لديه الرغبة في السفر إلى الخارج، فجد العزم وأخذ يستعين ببعض المتعلقين لينجز له الأمر. وبعد مرور شهر من الزمان في مدينة عدن بين زيارات وقراءات ومجالس ذكر، غادر متجهًا بالطائرة إلى مطار سنغافورة، وكان في استقباله هناك عدد كبير من الناس، وفي مقدمتهم الحبيب محمد بن سالم العطاس، والسيد علي الرضا بن أبي بكر السقاف. ومكث في ضيافة أهالي سنغافورة أيامًا حتى حصل على رخصة استثنائية للدخول إلى إندونيسيا، فتوجه إلى هناك وتنقل بين المدن والقرى داعيًا إلى الله. وقد قام بعض أهالي البلاد بترتيب الاجتماعات والمجالس والحفلات تكريما له وابتهاجا بقدومه.

## انتقاله إلى الحجاز
ومن أرض جاوة تحرك العزم واستجد إلى المواطن الحجازية، فغادر إندونيسيا ووصل إلى جدة بالمملكة العربية السعودية واستقر بها بعض الوقت، ثم طلبه الشيخ محمد صالح الأشقر لينزل ضيفا عليه بمكة المكرمة، فانتقل من جدة إليه وأقام بمنزله، ومنه أخذ ينتقل زائرا إلى جدة وغيرها، مواظبا على حضور المجالس المعقودة. ثم تهيأت أسباب الحصول على سكن ملائم في مدينة جدة فانتقل إليها ومن معه من أسرته. وما أن استقر في الحجاز حتى اشتهر أمره وظهر خبره، واتسعت دائرة المعرفة به كثيرا، فكان يتردد عليه بعض طلبة العلم للأخذ والقراءة عليه والتبرك، وكان يجلس لهم صباح كل يوم حتى قبيل صلاة الظهر ما عدا يومي الخميس والجمعة. ومرت الأعوام والحبيب عبد القادر يؤدي رسالته الدعوية فيما بين جدة ومكة والمدينة، وقد يرحل إلى الرياض والدمام وتعقد بمناسبة زيارته المجالس وتجتمع على موعظته المئات من أهالي حضرموت والمنطقة.

## رحلاته
كتب إليه الحبيب عمر بن أحمد بن سميط من زنجبار يدعوه للعزم على زيارة جزر القمر، ويستحثه على الإسراع في ذلك. وكان الحبيب عبد القادر مقيما في الحجاز على غير رغبة في الاستيطان الدائم، لما كان يأمله من تهيئة أسباب العودة إلى الوطن بين الحين والآخر، وتحت إلحاح الحبيب عمر بن سميط أشير على الحبيب عبد القادر أن يعزم إلى جزر القمر. وكان من جملة المترددين عليه في هذه الأثناء الشيخ صالح قزاز، واقترح على الحبيب الانضمام إلى سلك رابطة العالم الإسلامي ليتهيأ له الحصول على رخصة السفر كداعية باسمها، فأجّل الحبيب عبد القادر هذه الفكرة لينظر في مكاتبات الشيخ سراج بن سعيد الكعكي، الذي كان يلح عليه في الدخول إلى لبنان حيث يقيم، ووعده بترتيب أمر سفره إلى جزر القمر من هناك.

### الشام
أعد الحبيب عبد القادر عدته للسفر إلى لبنان، والتقى بالشيخ سراج كعكي والشيخ بكري رجب في بيروت. وخلال إقامته في لبنان زار كثيرا من مآثرها ومعالمها، وأقيمت عدة حفلات بمناسبة زيارته. ثم زار سوريا من بلاد الشام وتم الارتباط به من علمائها وشيوخها منهم: عبد الله سراج الدين، ومحمد أحمد بادنجكي، وعبد العزيز عيون السود، والفاتح الكتاني، وحسن حبنكة، محمد كفتارو، وخير الله الدمشقي، ومحمد عوض كلنجي، وبدر الدين أبو صالح، ومحمد ياسين الدمشقي. مكث في سوريا قرابة شهرين من الزمان، زار فيها معظم الآثار والمشاهد الإسلامية، واتصل بالعديد من رجال الحديث والتفسير والفقه والتصوف والأدب والصلحاء والأولياء.

### مصر
ثم أعد العدة على السفر من دمشق إلى مصر، والتقى بالشيخ حسنين مخلوف في القاهرة، وبالعديد من رجال العلم والأدب والشعر. والتقى بعد ذلك ببعض رجال الأزهر وأصحاب الطرق الصوفية، وبعدد من أصدقائه وأقرانه، وحصلت له معهم العديد من المجالس. وزار العديد من المآثر والمشاهد، كان من أهمها مشهد الإمام الحسين ومسجده. ومكث في مصر شهرا وعشرة أيام تقريبا، وكان الحبيب عمر بن سميط يبعث بالرسالة تلو الرسالة يستحث الحبيب عبد القادر كي يقدم إلى جزر القمر ولا يتأخر.

### أفريقيا الشرقية
استقل الحبيب عبد القادر الطائرة من مصر إلى نيروبي بكينيا، وهناك نزل ضيفًا على السيد طه بن علي الحداد. ومكث في نيروبي يومين ثم اتجه إلى ممباسا ووجد في استقباله الجم الغفير من الأهالي وفي مقدمتهم الحبيب أحمد مشهور بن طه الحداد، واستمرت ضيافته هناك عدة أيام حتى تهيأ للرحلة نحو جزر القمر.
وفي يوم السبت 21 من شهر رجب سنة 1394 هـ توجه إلى جزر القمر بمعية الحبيب لأحمد مشهور لزيارة الحبيب عمر بن أحمد بن سميط، ووصلوا إلى موروني عاصمة الجزر، وكان في استقبالهم الحبيب عمر بن سميط والسيد هادي بن أحمد الهدار وعدد غفير من أهالي الجزر. كما زار العديد من الضرائح والمشاهد والمآثر الإسلامية والمساجد، وتعرف على جملة من رجال العلم والأدب والصلاح. ومرت الأيام حتى حان وقت الرحيل، فغادر ومن معه مطار جزر القمر يوم الثلاثاء 8 من شهر شعبان سنة 1394 هـ متجهين إلى دار السلام بتنزانيا.
كان مطار دار السلام مكتظًا بالعديد من المستقبلين وفي مقدمتهم مدير المركز الإسلامي بدار السلام آنذاك الشيخ عبد الرحمن بن محمد النجار الأزهري، حيث احتفل الأهالي بقدومهم، وأقيمت بمنزل السيد عبد القادر بن عبد الرحمن الجنيد جلسة حضرها أكثر العلماء والشخصيات البارزة في دار السلام، وأعيان الجالية الحضرمية، ودارت فيها المباحثات والمناقشات العلمية. ثم عاد الحبيب أحمد مشهور وأولاده إلى ممباسا، وبقي الحبيب عبد القادر في دار السلام عشرة أيام. وخلال هذه الفترة زار كثيرًا من المساجد والمدارس والمراكز العلمية، وقابل كثيرًا من الشخصيات، كما اطلع على بعض الآثار الإسلامية القديمة التي تعطي صورة عن دخول الإسلام إلى هذه المنطقة منذ مئات السنين. ثم عاد إلى كينيا وزار بعض من مدنها في ماليندي ولامو وممباسا ومبروي، والتقى بالجموع الكثيرة من المستقبلين، وعُقدت الاحتفالات ترحيبا به. وظل بين إقامة المجالس والمذاكرات، والتردد على مواطن العبادة، وتذكير العامة في مساجدهم ومعابرهم، حتى حان وقت الرجوع والعودة إلى أرض الحجاز. وفي 15 من شهر رمضان سنة 1394 هـ ودّع أهالي المنطقة من على مطار ممباسا وعاد إلى جدة.

### العراق
وكان قد رحل إليها عام 1397 هـ، وتعرف بها على المآثر والمشاهد وزار عددا من مساجدها، والتقى بعدد من العلماء والوجهاء وصادف وجود السيد أبو الحسن الندوي تلك الأيام في العراق، فالتقى به وتعرف عليه. ولم يلبث سوى أيام ببغداد ثم تنقل في أنحاء البلاد ووصل إلى الكاظمية والنجف والكوفة وكربلاء، والتقى بالعديد من رجال العلم والأدب والتاريخ، وجرت بعض المحاورات العلمية والمناقشات الهادفة، وجلس مع عدد من علماء الشيعة الذين سألوه بعض الأسئلة عن أهل البيت بحضرموت. وزار مدينة البصرة وأخذ يسأل عن ذرية جده أحمد المهاجر ومن بقي منهم بالبصرة، ولكن تعذر تحديد مكانهم، ولم يتمكن من الوصول إلى حيث كان المهاجر مع حرصه الشديد على ذلك.

### اليمن
وكانت رحلته إليها من الحجاز ثلاث مرات، وفيها دخل العديد من مدن اليمن، وتنقل من صنعاء إلى الحديدة وإلى تعز وإلى البيضاء، وكان معه السيد إبراهيم بن عمر بن عقيل والسيد محمد بن عبد الله الهدار، وفي مدينة البيضاء استُقبل استقبالا كبيرا وخرجت البلاد ترحب بوصوله وقدومه إليها، ودخل مساجدها المعمورة وألقى فيهم الخطب والمواعظ والدعوات، وزار رباط البيضاء وتفقد أقسامه وطلابه، وأقاموا له الاحتفالات العديدة، وألقيت الكلمات والقصائد الترحيبية.

### جنوب شرق آسيا
ورحل الحبيب عبد القادر مرة أخرى إلى إندونيسيا عام 1407 هـ، كما زار سنغافورة وماليزيا وكان يرافقه ولده علي وابن اخته طه بن حسن، وهناك استُقبل من قبل رجالات البلاد وعلمائها وأقاموا بهذه المناسبة احتفالا كبيرا. ثم زار العديد من القرى والمدن، وكان يقوم في الناس مذكرًا وواعظًا، وتترجم خطبه في الغالب إلى لغتهم.

### الخليج العربي
قصد في عام 1402 هـ الإمارات العربية المتحدة بعد إلحاح شديد من مهاجري تلك البلاد، واستقبله في مطار أبو ظبي جمع غفير من الوجهاء وطلبة العلم والمقيمين هناك، واحتفلوا به وبمن معه. وتنقل خلال إقامته هناك بين منازل أصحابه وتلامذته ومحبيه، وأقيمت الموالد العديدة وأنشدت النشائد، والتقى في تلك البلاد ببعض رجالات دولتها، كما التقى بجملة من علماء حضرموت المقيمين بالخليج، ومنهم السيد محمد المهدي بن عبد الله الشاطري وإخوانه أبو بكر وحسن. وألقى أيضا بعض المواعظ العامة في المساجد، وزار العديد من مكتباتها ومساجدها، وتجول في أنحاء مدنها وقراها، ثم عاد إلى السعودية.
وفي شهر محرم من العام 1409 هـ توجه ومعه جملة من المرافقين إلى عمان، وكانت مدة تلك الرحلة لا تزيد على أربعة أيام بلياليها، وكان في انتظاره في مطار مسقط جم غفير من الناس في مقدمتهم السيد يوسف بن علوي وزير الخارجية بسلطنة عمان. ومن مسقط توجهوا إلى ظفار، وزار ضريح جده محمد بن علي صاحب مرباط. وقد تهيأت للحبيب عبد القادر ومن معه خلال هذه الزيارة مقابلة خاصة مع ملكة عمان أم سلطان البلاد، التي أمرت بتجهيز طائرة خاصة تُقلهم في طريق عودتهم إلى السعودية بعد اكتمال أيام زيارتهم.

## شيوخه
أوضح الحبيب عبد القادر في بعض إجازاته لبعض مريديه طرفًا عن أشياخه الذين عرفهم وأخذ عنهم، فهم على ما ذكر على ثلاث طبقات:

### شيوخ الطبقة الأولى
- والده أحمد بن عبد الرحمن السقاف
- عمر بن حامد بن عمر السقاف
- عبد الله بن عيدروس العيدروس
- عبد الله بن علوي الحبشي
- حسن بن محمد بلفقيه
- عمر بن عبد القادر السقاف
- حسين بن طاهر الحبشي
- جنيد بن أحمد الجنيد
- علي بن محمد السقاف
- حسين بن حامد العطاس
- شيخ بن محمد الحبشي
- عبد الله بن علي الحبشي
- سالم بن محمد بن عبد القادر السقاف
- أحمد بن محسن الهدار
- عمر بن عبد الرحمن السقاف

### شيوخ الطبقة الثانية
- محمد بن هادي  السقاف
- حامد بن علوي البار
- عمر بن عبد الله الحبشي
- عبد الله بن عمر بن حامد السقاف
- عبد الرحمن بن عبيد الله السقاف
- عبد الباري بن شيخ العيدروس
- حسين بن عبد الله الحبشي
- عبد الله بن عمر الشاطري
- علوي بن عبد الله بن شهاب الدين
- مصطفى بن أحمد المحضار
- علوي بن محمد المحضار
- عبد الله بن طاهر الحداد
- محمد بن حسن عيديد
- حسن بن إسماعيل بن الشيخ أبي بكر بن سالم
- سالم بن حفيظ بن الشيخ أبي بكر بن سالم
- جعفر بن عبد الله السقاف
- علي بن عبد القادر العيدروس
- علوي بن طاهر الحداد
- محمد بن علي الحبشي
- أبو بكر بن محمد السري
- عبد الإله بن أحمد السقاف
- محمد بن طه السقاف
- محمد بن سالم العطاس
- محمد بن محمد باكثير
- عبد الله بن محمد بن جعفر السقاف
- عبد الله بن محمد الحداد
- عبد الله بن حسين السقاف
- أحمد بن عمر الشاطري

### شيوخ الطبقة الثالثة
- جعفر بن أحمد العيدروس
- علوي بن عبد الله السقاف
- عمر بن أحمد بن سميط
- حسن بن عبد الرحمن السقاف
- أحمد بن موسى الحبشي
- محمد بن هاشم بن طاهر
- محمد بن عوض بافضل
- عمر عبيد حسان
- عمر بن محمد السقاف
- محمد بن حسن بن سميط
- أبو بكر بن سالم البار
- صالح بن محسن الحامد
- حسن بن محمد فدعق
- هدار بن محمد الهدار
- أحمد بن حسين العطاس
- حسين بن عبد الله عيديد
- عبد الله بن محمد بن حامد السقاف
- سالم بن محمد بن حسين السقاف
- أبو بكر بن طه السقاف
- حسين بن محمد السقاف
- محسن بن عبد الله السقاف
- أحمد بن عبد الله الهدار
- أحمد بن حسن الحداد
- علي بن محمد بن عيدروس الحبشي
- زين بن حسن بلفقيه
- حامد بن محمد السري
- عبد القادر بن سالم البار
- أحمد بن عبود البار
- مصطفى بن شيخ العيدروس
- عبد الله بن شيخ العيدروس
- علي بن عبد الرحمن الحبشي

## وفاته
توفي فجر يوم الأحد في التاسع عشر من شهر ربيع الثاني سنة 1431 هـ الموافق للرابع من شهر إبريل لسنة 2010 م. وصلي عليه في داره في جدة عصر اليوم ذاته، ثم صلي عليه في المسجد الحرام في مكة المكرمة عقب صلاة العشاء، ودفن في مقبرة المعلاة بحوطة السادة العلويين. وشهد الجنازة جمع غفير من الناس، فقد حضر لتشييع جثمانه العديد من أعيان ومناصب السادة آل باعلوي من شتى أنحاء العالم، وأقيمت في بلدان كثيرة حق العزاء له في اليمن والحجاز وبلاد شرق آسيا وإفريقيا وغيرها من البلدان.

### استشهادات
1. ↑  المشهور، عبد الرحمن بن محمد (1404 هـ). شمس الظهيرة (PDF). جدة، السعودية: عالم المعرفة. ج. الجزء الأول. ص. 222. مؤرشف من الأصل (PDF) في 2 يناير 2020. {{استشهاد بكتاب}}: تحقق من التاريخ في: |تاريخ= (مساعدة)